# Cricket St Thomas
Cricket St Thomas is een civil parish in het bestuurlijke gebied South Somerset, in het Engelse graafschap Somerset met 50 inwoners.